# Lavinia Tănăsie
Lavinia Tănăsie (n. 12 decembrie 2003) este o jucătoare de tenis din România.
Lavinia a câștigat primul său titlu ITF la București, în luna mai a anului 2024. 